# World Radio Switzerland
World Radio Switzerland (WRS) – szwajcarska stacja radiowa należąca do publicznego nadawcy SRG SSR, na co dzień zarządzana przez Radio Télévision Suisse, oddział SRG SSR obsługujący francuskojęzyczne kantony w zachodniej Szwajcarii. Rozgłośnia ma charakter ogólnokrajowy i nadaje w całości w języku angielskim. Jej siedziba mieści się w Genewie, w budynku pionu telewizyjnego RTS. 

## Historia
Stacja wywodzi swą historię od komercyjnej stacji World Radio Geneva, która w latach 1996-2006 zapewniała dostęp do wiadomości i publicystyki po angielsku dla licznej grupy mieszkających w Szwajcarii cudzoziemców, zwłaszcza pracowników organizacji międzynarodowych i wielkich korporacji. Z początkiem 2007 rozgłośnia przeszła pod skrzydła radiofonii publicznej i została przekształcona w dzisiejsze WRS. W 2012 SRG SSR ogłosiło zamiar ponownej prywatyzacji kanału, która miałaby zostać sfinalizowana do końca 2014 roku. Obecnie rozważane są dwie koncepcje: przekazanie rozgłośni fundacji powołanej specjalnie w celu jej prowadzenia lub sprzedaż prywatnemu inwestorowi.  

## Ramówka i dostępność
Stacja produkuje codziennie trzy własne pasma o łącznej długości ok. dziewięciu godzin. W pozostałym czasie na jej antenie prezentowane są programy publicznych rozgłośni z państw anglojęzycznych, w szczególności Wielkiej Brytanii, Australii i Stanów Zjednoczonych. Rozgłośnia prowadzi również portal informacyjny worldradio.ch, w którym celowo stosowana jest zarówno amerykańska, jak i brytyjska odmiana języka angielskiego. Ma to podkreślać zróżnicowanie redakcji stacji, a także społeczności mieszkających w Szwajcarii cudzoziemców. 
Stacja dostępna jest w całej Szwajcarii w naziemnym przekazie cyfrowym, a w Genewie i okolicach również w przekazie analogowym. Ponadto można jej słuchać w niekodowanym przekazie z satelity Eutelsat Hot Bird 13C oraz w Internecie.